# Clement J. Zablocki
Clement John Zablocki (ur. 18 listopada 1912, zm. 3 grudnia 1983) – amerykański polityk polskiego pochodzenia, członek Partii Demokratycznej.
Klemens Zabłocki studiował do 1936 roku na Marquette University, który ukończył ze stopniem PhD. W 1938 i 1939 był nauczycielem w Milwaukee. W latach 1932–1948 Zabłocki był także organistą i dyrygentem chóru. Później został podpułkownikiem w Rezerwie Sił Powietrznych Stanów Zjednoczonych. Od 1942 do 1948 był członkiem senatu stanu Wisconsin. W 1948 był przewodniczącym stanowego zjazdu Partii Demokratycznej. W latach 1952–1968 był delegatem na wszystkie Konwencje Demokratów. W 1948 Zabłocki kandydował bezskutecznie na skarbnika miasta Milwaukee. W 1957 bezskutecznie ubiegał się o nominację swojej partii w wyborach uzupełniających do Senatu USA.
W wyborach do Kongresu w 1948 r. Zabłocki został wybrany do Izby Reprezentantów USA w Waszyngtonie, gdzie 3 stycznia 1949 r. Zastąpił Johna C. Brophy'ego. Po 16 reelekcjach pozostał w Kongresie aż do śmierci 3 grudnia 1983 r. Od 1977 do 1979 Zabłocki był przewodniczącym Komisji Stosunków Międzynarodowych. Następnie był Przewodniczącym parlamentarnej Komisji Spraw Zagranicznych w latach 1979-1981. W 1975 został doktorem honoris causa Uniwersytetu Jagiellońskiego. 
Zabłocki został pochowany na cmentarzu św. Wojciecha w Milwaukee.
Jego imię nosi Clement J. Zablocki Veterans Affairs Medical Center przy 5000 West National Avenue w Milwaukee, podobnie jak Biblioteka Zabłockiego i Szkoła Podstawowa im. Clementa J. Zablockiego w Milwaukee. 
W Krakowie jego popiersie jest ustawione przed Centrum Ambulatoryjnego Leczenia Dzieci im. Clementa J. Zablockiego.